# Effectif des équipes à la Coupe d'Afrique des nations de football 2017
Cette page contient la liste de tous les effectifs des équipes à la Coupe d'Afrique des nations de football 2017. Les âges et le nombre de sélection des footballeurs sont ceux au début de la compétition.

## Groupe A

### Gabon
Le sélectionneur annonce sa liste des vingt-trois joueurs dès le 27 décembre 2016. Trois joueurs font aussi partie d'une liste d'attente, il s'agit de Johann Lengoualama, Axel Méyé et Donald Nzé.

### Burkina Faso
Une liste de vingt-quatre joueurs est premièrement annoncé en décembre. Souleymane Koanda est ensuite ajouté à cette liste quelques jours plus tard. La liste des vingt-trois est annoncée et ce sont finalement Issoumaila Lingane et Ernest Congo qui sont écartés.

### Cameroun
Le sélectionneur rend une première liste de trente-cinq joueurs au début du mois de décembre. Sept d'entre eux refusent la convocation, il s'agit d'Ibrahim Amadou, Joël Matip, Guy Roland Ndy Assembe, Allan Nyom, André Onana, Maxime Poundjé et André Zambo Anguissa. Eric Maxim Choupo-Moting décline lui aussi l'invitation au début du mois de janvier. La liste définitive est annoncée quelques jours plus tard.

### Guinée-Bissau
Trente-cinq joueurs jouant exclusivement dans les championnats européens et dont neufs n'ont jamais été appelés sont présents sur une première liste publiée le 18 décembre 2016. Un bon nombre rejette cependant l'appel parmi lesquels Eliseu Cassamá, Yazalde Gomes Pinto, Gerso Fernandes, Sancidino Silva, Jânio Bikel, Carlos Apna Embaló et Cafú,,. La liste définitive est publiée au début du mois de janvier avec douze éléments jouant dans les divisions inférieures portugaises,.

## Groupe B

### Algérie
Le sélectionneur choisit dans un premier temps trente-et-un joueur à la fin du mois de décembre. La liste définitive est ensuite rendue publique le 31 décembre 2016, sans Carl Medjani ni Sofiane Feghouli,. À trois jours du début de la compétition, Saphir Taïder se blesse et est remplacé par Ismaël Bennacer.

### Tunisie
Une liste de quarante-et-un joueurs est d'abord publiée le 20 décembre 2017. L'effectif est ramené à vingt-trois au début du mois de janvier 2017.

### Sénégal
Le sélectionneur annonce une liste de vingt-trois joueurs dès le 30 décembre 2016, sans passer par une pré-liste.

### Zimbabwe
Le 17 décembre 2016, une liste de trente-et-un joueurs est annoncée. Le sélectionneur annonce sa sélection définitive au dernier moment possible, le 6 janvier 2017.

## Groupe C

### Côte d'Ivoire
Une liste de vingt-quatre noms est annoncée pour un stage à Abu Dhabi lors de la première semaine de janvier. La liste pour la compétition est rendue publique le 5 janvier 2017 et c'est Ousmane Viera Diarrassouba qui n'est pas retenu.

### République démocratique du Congo
Une première liste de trente-et-un joueurs dont trois nouveaux, Jordan Ikoko, Jonathan Bijimine et Ricky Tulenge est publiée à la fin du mois de décembre. Benik Afobe rejette cependant l'appel du sélectionneur. La liste définitive est annoncée le 6 janvier 2017, après le match amical contre le Cameroun. Hervé Kage est finalement remplacé par Junior Kabananga.

### Maroc
Une première liste de vingt-six joueurs est annoncée le 26 décembre 2016. À la suite des blessures de Younès Belhanda et d'Oussama Tannane, Aziz Bouhaddouz est rajoutée à cette liste. Le 4 janvier 2017, la liste définitive est publiée et Ismail Haddad et Mohamed Nahiri ne sont pas retenus. Nordin Amrabat est lui-aussi contraint de déclarer forfait avant le début de la compétition et est remplacé par Omar El Kaddouri. Faycal Rherras remplace le lendemain Sofiane Boufal, lui aussi blessé.

### Togo
Le sélectionneur annonce une première liste de vingt-cinq joueurs le 21 décembre 2016. La liste définitive est ensuite publiée le 4 janvier 2017. Joseph Douhadji et Victor Nukafu sont les deux joueurs de la pré-liste non retenus.

## Groupe D

### Ghana
Une première liste de vingt-six éléments est publiée le 2 janvier 2017. Deux jours plus tard, la liste définitive est annoncée avec l'exclusion de Joseph Attamah, de Raphael Dwamena et d'Abdul Majeed Waris, ainsi que le remplacement d'Adam Larsen Kwarasey par Abdul Fatawu Dauda, pourtant absent de la première liste.

### Mali
Alain Giresse dévoile une première liste de vingt-six joueurs le 30 décembre 2016. La liste définitive pour la compétition est dévoilée au début de l'année 2017, et ce sont Falaye Sacko, Souleymane Diarra et Adama Traoré qui sont recalés.

### Égypte
Une liste de vingt-sept éléments est annoncée à la fin du mois de décembre. Cinq jours plus tard, Héctor Cúper dévoile les vingt-trois joueurs qui disputeront la compétition et écarte quatre joueurs : Mohamed Awad, Hamada Tolba, Mohamed Ibrahim et Ahmed Gomaa.

### Ouganda
Vingt-six joueurs sont sélectionnés pour un stage en Tunisie avant la compétition. La liste finale, avec seulement quatre éléments du championnat national, est annoncée le 4 janvier 2017.